# 長吻新平鮋
長吻新平鮋（学名：Neosebastes longirostris），為輻鰭魚綱鮋形目鮋亞目新平鮋科的一種亞熱帶海水魚，其种加词“longirostris”意为“长吻的”。分布於東印度洋西澳大利亞西北部海域，為特有種，棲息深度170-250公尺，體長可達16.9公分，棲息在大陸棚及大陸坡，生活習性不明。